# Heinz Fischer
Heinz Fischer ( [haɪnts ˈfɪʃɐ] ?; født 9. oktober 1938 i Graz, Østrig) er en østrigsk politiker, der var Østrigs forbundspræsident fra 8. juli 2004 til 8. juli 2016.

## Baggrund og karriere
Heinz Fischer er jurist af uddannelse. Ved siden af sin politiske karriere har han haft en akademisk karriere, blandt andet som professor i statsvidenskab ved universitetet i Innsbruck. 
I 1971 blev han første gang indvalgt i Nationalrådet (parlamentets andetkammer) for det socialdemokratiske parti (SPÖ). Han har haft poster som gruppeformand, næstformand i partiet, undervisnings-, videnskabs- og kulturminister, nationalrådsformand og nationalrådsnæstformand. 
Ved præsidentvalget i 2004 vandt han med 52,39% af stemmerne over modkandidaten Benita Ferrero-Waldner fra det konservative østrigske folkeparti (ÖVP). Ved præsidentvalget den 25. april 2010 genvalgtes han for en ny seksårig periode med 79,3% af de afgivne gyldige stemmer. Ved tiltrædelsen den 8. juli 2004 satte Heinz Fischer sit partimedlemskab i bero for at kunne stå over partiinteresser.

## Protektioner
Heinz Fischer har som forbundspræsident påtaget sig følgende protektioner:
- Røde Kors
- Nachbar in Not (hjælpeaktioner til nødlidende lande)
- Licht ins Dunkel (hjælpeprogram for socialt dårligt stillede og handicappede)
- Østrigs Olympiske Komité
- Østrigs Paralympiske Komité
- Østrigs Videnskabernes Akademi
- Paraplyforbundet for Alpine Foreninger (Österreichischer Alpenverein, Naturfreunde Österreichs, Österreichischer Touristenklub, Bergsteigervereinigung und alpine Gesellschaften)
- Dachverband aller Österreichisch-Ausländischen Gesellschaften PaN (Partner aller Nationen)
- Projekt „Österreichische Initiative gegen Blindheit“ der Christoffel Blindenmission – Licht für die Welt